# Kota Negara (Madang Suku II)
Kota Negara is een bestuurslaag in het regentschap Ogan Komering Ulu van de provincie Zuid-Sumatra, Indonesië. Kota Negara telt 2552 inwoners (volkstelling 2010).